# Kubauggla
Kubauggla (Margarobyas lawrencii) är en fågel i familjen ugglor inom ordningen ugglefåglar.

## Utseende och läte
Kubaugglan är en charmig liten uggla, med stora mörka ögon, buskiga vita eller beigefärgade ögonbryn och en beigefärgad mustasch. Sången består av ett accelererande mjukt "hoo-hoo-hoo-hoo-hoo..." med studsande rytm. Den kan också avge ett skri.

## Utbredning och systematik
Kubauggla placeras som enda art i släktet Margarobyas. Tidigare placerades den i Gymnoglaux. Den behandlas ofta som monotypisk, men delas ibland in i två underarter:
- Margarobyas lawrencii exsul – förekommer på västra Kuba och Isla de la Juventud
- Margarobyas lawrencii lawrencii – förekommer på centrala och östra Kuba

Arten har tidigare ansetts stå nära skrikuvarna i Megascops. Genetiska studier visar dock att den istället är en del av en grupp små ugglor me bland annat sparvugglor och pärlugglor.

## Levnadssätt
Kubaugglan är nattaktiv. På natten jagar den i skogslandskap eller öppna områden med stora träd. Dagtid vilar den i trädhål eller i grottor.

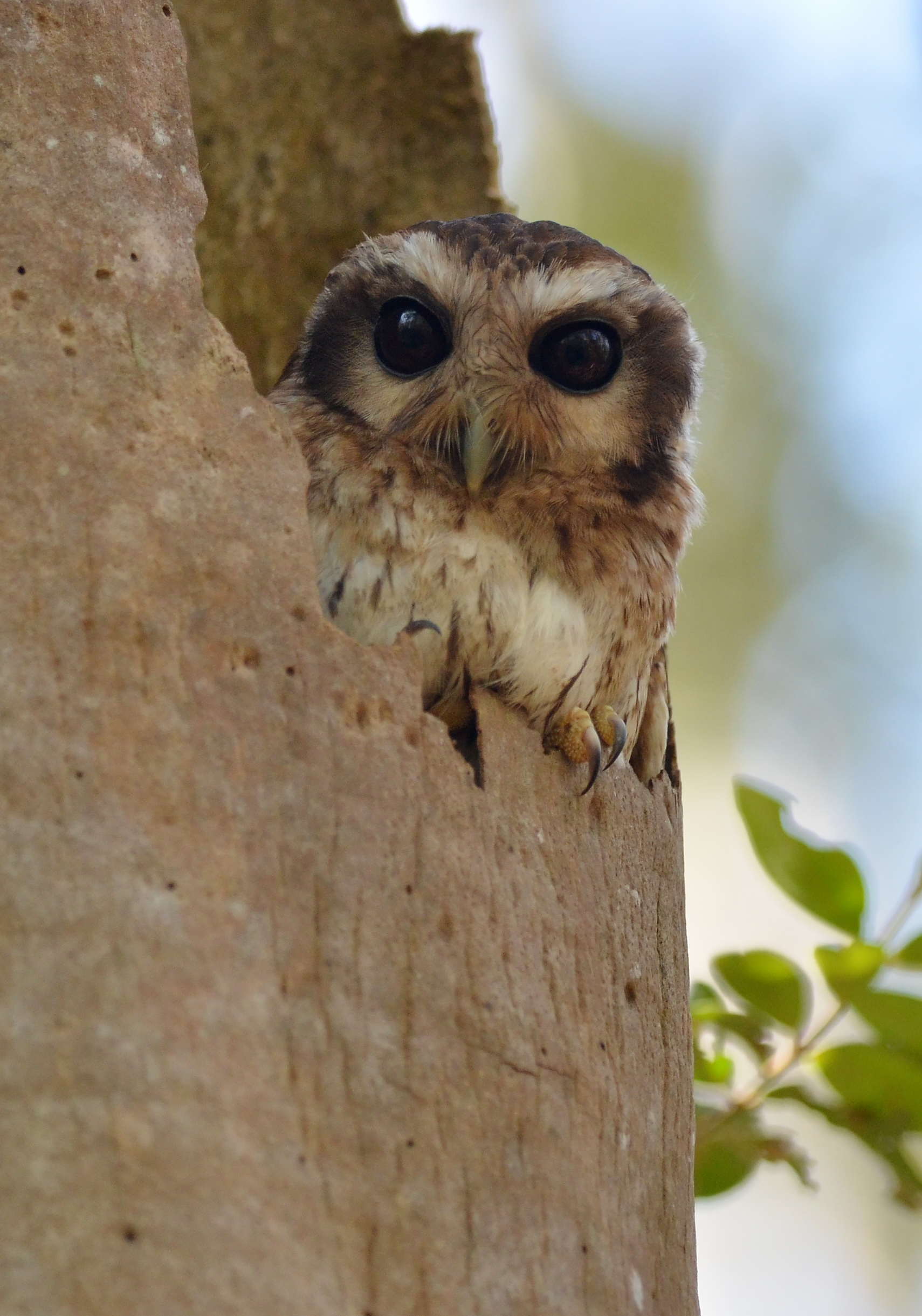

## Status och hot
Arten har ett stort utbredningsområde, men tros minska i antal, dock inte tillräckligt kraftigt för att den ska betraktas som hotad. Internationella naturvårdsunionen IUCN listar arten som livskraftig (LC).

## Namn
Fågelns vetenskapliga artnamn hedrar George Newbold Lawrence (1806-1895), amerikansk affärsman, ornitolog och samlare av specimen.

## Bildgalleri

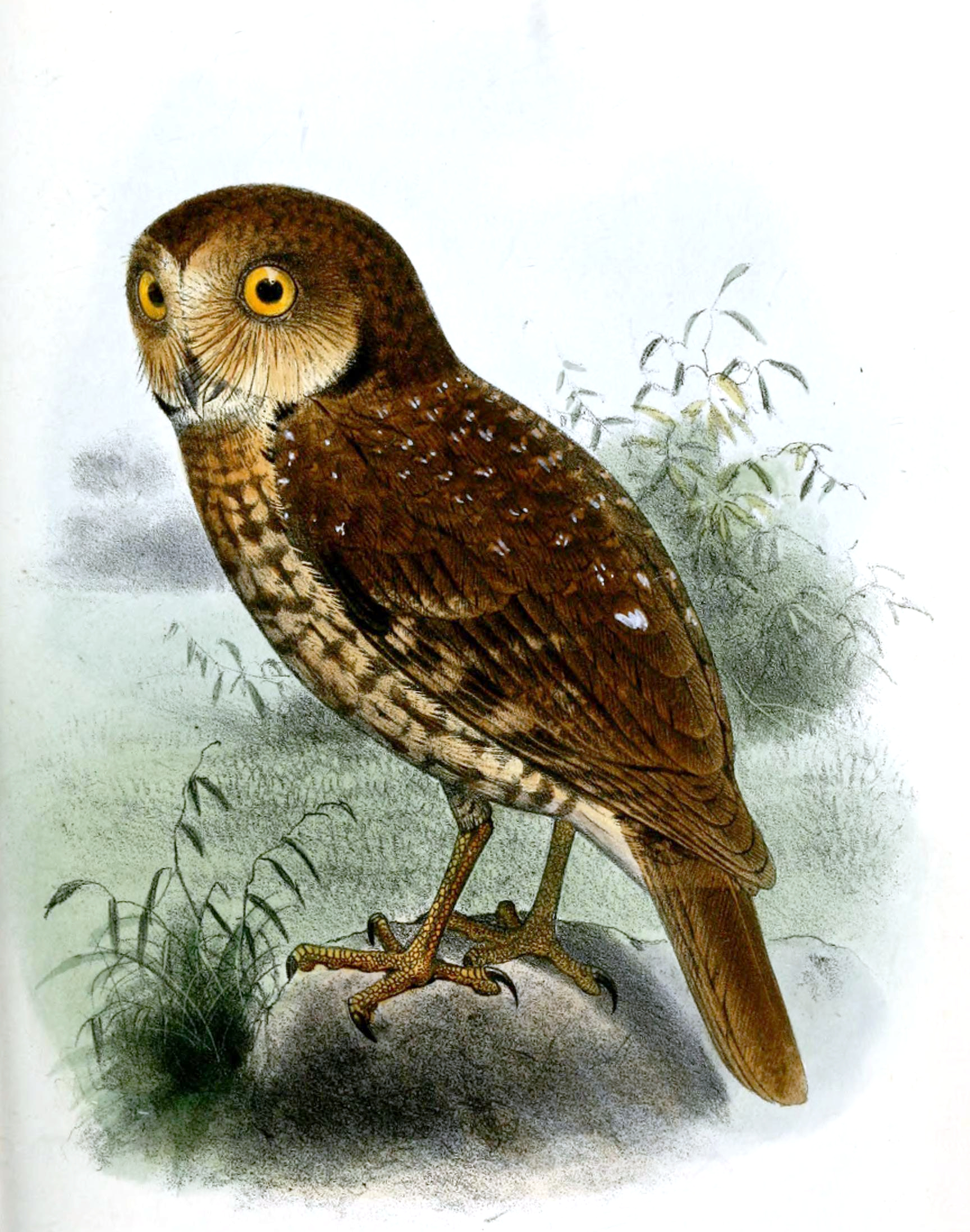
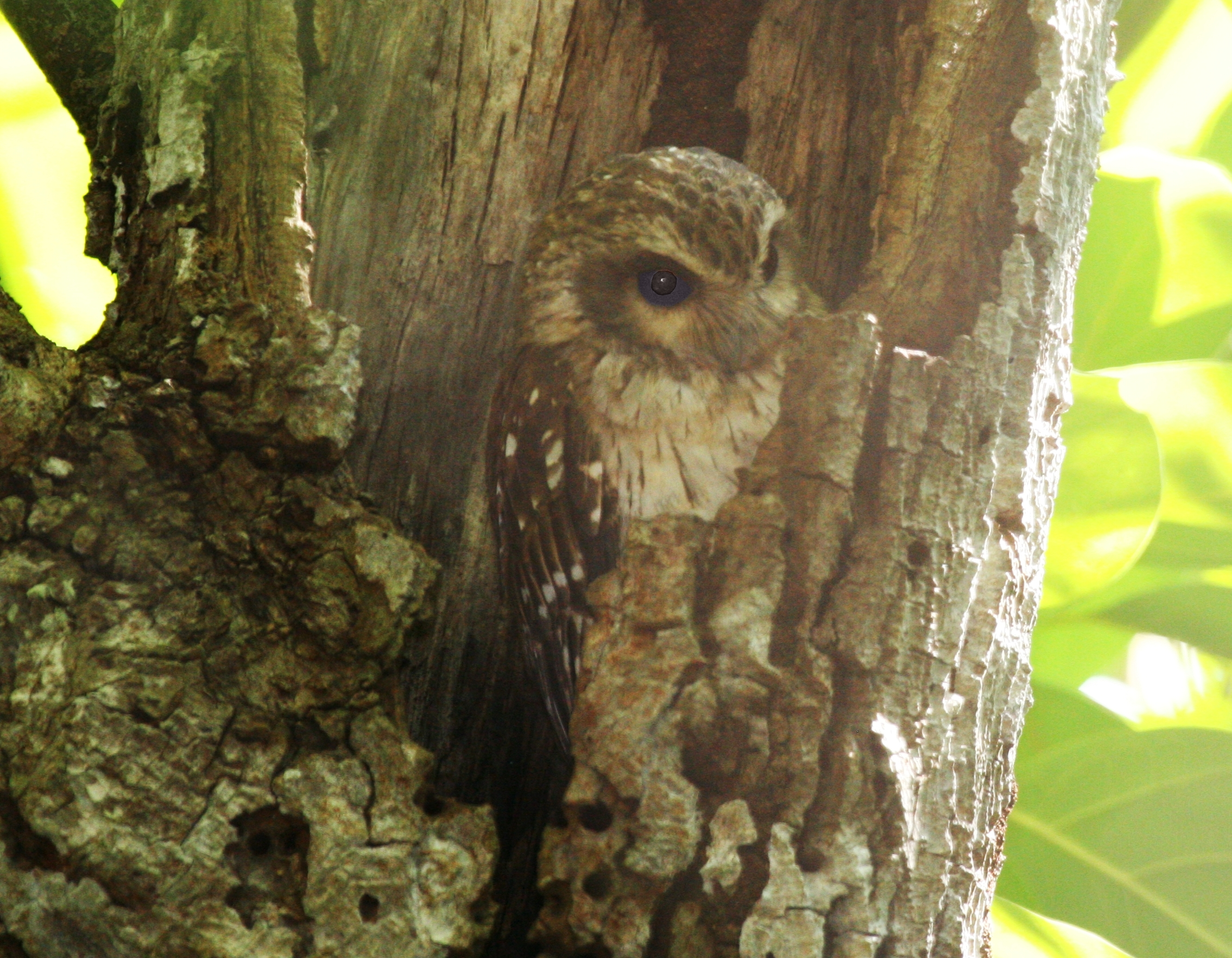